# Australian Professional Championship 1971
Die Australian Professional Championship 1971 war ein professionelles Snookerturnier zur Ermittlung des nationalen Profimeisters Australiens, das vom 8. bis zum 30. November 1971 im Junior Rugby League Club in Sydney ausgetragen wurde. Sieger wurde Eddie Charlton mit einem Finalsieg über Warren Simpson; Gary Owen spielte mit einem 118er-Break das einzige Century Break und damit auch das höchste Break des Turnieres.

## Turnierverlauf
Die acht Teilnehmer spielten den Turniersieger im K.-o.-System aus. Viertel- und Halbfinale fanden im Modus Best of 21 Frames statt (teils wurde danach auch einfach weitergespielt), das Finale im Modus Best of 29 Frames.

|  | Viertelfinale Best of 21 Frames | Viertelfinale Best of 21 Frames |                |     | Halbfinale Best of 21 Frames | Halbfinale Best of 21 Frames |  |  | Finale Best of 29 Frames | Finale Best of 29 Frames |
|  |                                 |                                 |                |     |                              |                              |  |  |                          |                          |
|  | Eddie Charlton                  | 18                              |                |     |                              |                              |  |  |                          |                          |
|  | Ian Anderson                    | 3                               |                |     |                              |                              |  |  |                          |                          |
|  | Ian Anderson                    | 3                               | Eddie Charlton | 11  |                              |                              |  |  |                          |                          |
|  |                                 |                                 | Eddie Charlton | 11  |                              |                              |  |  |                          |                          |
|  |                                 | Gary Owen                       | 5              |     |                              |                              |  |  |                          |                          |
|  | Gary Owen                       | Gary Owen                       | 5              | 11  |                              |                              |  |  |                          |                          |
|  | Gary Owen                       |                                 |                | 11  |                              |                              |  |  |                          |                          |
|  | Alan McDonald                   | 7                               |                |     |                              |                              |  |  |                          |                          |
|  |                                 |                                 | Eddie Charlton | 15  |                              |                              |  |  |                          |                          |
|  |                                 | Warren Simpson                  | 7              |     |                              |                              |  |  |                          |                          |
|  | Warren Simpson                  | 12                              |                |     |                              |                              |  |  |                          |                          |
|  | Norman Squire                   | 9                               |                |     |                              |                              |  |  |                          |                          |
|  | Norman Squire                   | 9                               | Warren Simpson | 11  |                              |                              |  |  |                          |                          |
|  |                                 |                                 | Warren Simpson | 11  |                              |                              |  |  |                          |                          |
|  |                                 | Paddy Morgan                    | 9              |     |                              |                              |  |  |                          |                          |
|  | Paddy Morgan                    | Paddy Morgan                    | 9              | kl. |                              |                              |  |  |                          |                          |
|  | Paddy Morgan                    |                                 |                | kl. |                              |                              |  |  |                          |                          |
|  | Newton Gahan                    | –                               |                |     |                              |                              |  |  |                          |                          |